# Joe Gibbs Racing
A Joe Gibbs Racing é uma equipe de automobilismo da NASCAR de propriedade do ex-técnico de futebol americano Joe Gibbs com sede em Huntersville, na Carolina do Norte, nos Estados Unidos.

## História

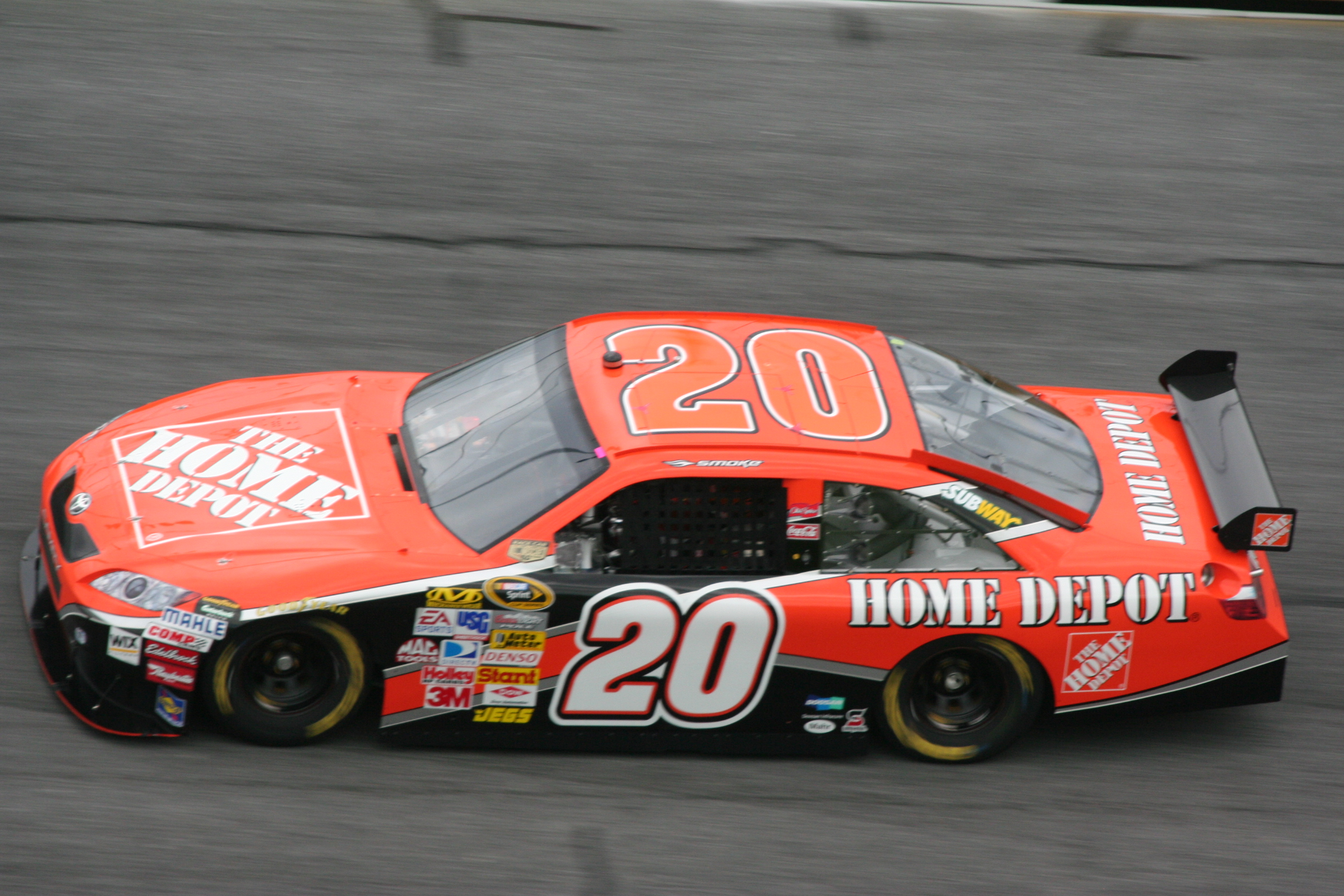
Carro da Joe Gibbs Racing em 2008.

A equipe foi fundada em 1992, o sua sede atual ficou pronta em 1998, conquistou os títulos no ano 2000 com Bobby Labonte, em 2002 e 2005 com Tony Stewart, e em 2015 e 2019 com Kyle Busch.